# Грімоальд II (герцог Баварії)
Грімоальд II (*Grimoald II, д/н —728) — герцог Баварії у 716—725 роках. Має номер другий, оскільки рахується Грімоальд, син першого герцога Гарібальда I, що був тому за співволодаря.

## Життєпис
Походив з роду Агілольфінгів. Син Теодона II, герцога Баварії, та Фолхайди. Про дату народження нічого невідомо. Вввжається наймолодшим серед синів герцога. У 715 році отримав в управління від батька область навколо міста Фрайзінґ.
Між 716 та 718 роками, після смерті Теодона II разом з іншими братами отримує титул герцог, зберігши у володіння область Фрайзінґу. Незабаром розпочав боротьбу за панування в Баварії з братами Теудебертом, Теудебальдом та Тассілоном II. Втім напевне в цей час не відігравав значної ролі.
У 719 році після загибелі або смерті від хвороб братів Теудебальда та Тассілона II розділив їх володіння з іншим братом Теудебертом. Після смерті останнього за невідомих осбставин до 720 (за іншими відомостями 725 року) стає повновладним герцогом Баварії.
Є згадка, що саме Грімоальд II запросив до Баварії християнського місіонера Корбініана. Хоча за іншими відомостями це зробив Теудебальд. Можливо також, що під час війни між братами місіонер залишив Баварію, а потім повернувся на запрошення Грімоальда II.
Знано, що 724 року Грімоальд II одружився з удовою брата Теудебальда — Більтрудою (або Пілітрудою), чим викликав осуд Корбініана, який оголосив цей шлюб інцестом. Внаслідок конфлікту Корбініан втік до королівства франків. За іншою версією, герцог вступив у конфлікт з Хугбертом, сином його брата Теудеберта.
Використовуючи це як привід Карл Мартел, мажордом франкських королівств, 725 року рушив проти Баварії. За одними відомостями франкський військовик вже був одружений з небогою баварського герцога, або одружився з нею (Сванагільдою) після перемоги над Баварією.
Про перебіг подій відомо недостатньо. Знано, що Грімоальд II зазнав поразки і загинув у війні з франками між 725 та 728 роками. Ймовірно 725 року його було повалено. Втім він зумів зміцнитися на якийсь території Баварії, звідки спробував повернути владу або отримав допомогу від аварів. В будь-якому разі Грімоальд II загинув до 728 року. Його наступником став небіж Хугберт.